# 坎普斯贝卢斯
坎普斯贝卢斯是巴西戈亚斯州的一个市镇。总面积724.06平方公里，总人口18849人，人口密度26人/平方公里。